# Carinotetraodon travancoricus
Carinotetraodon travancoricus és una espècie de peix de la família dels tetraodòntids i de l'ordre dels tetraodontiformes que es troba a l'Índia.
És un peix d'aigua dolça i de clima tropical (22 °C-28 °C). Els mascles poden assolir 3,5 cm de longitud total. És inofensiu per als humans.